# Кодинское сельское поселение
Кодинское сельское поселение или муниципальное образование «Ко́динское» — муниципальное образование со статусом сельского поселения в Онежском муниципальном районе Архангельской области.
Соответствует административно-территориальным единицам в Онежском районе — Кодинскому сельсовету (с центром в п. Кодино) и Мудьюжскому сельсовету (с центром в п. Мудьюга)
Административный центр — посёлок Кодино. Местонахождение администрации — 164820, Архангельская область, Онежский район, п. Кодино, ул. Заводская, д.9А.

## География
Кодинское сельское поселение находится на востоке Онежского района Архангельской области. На западе Кодинское сельское поселение граничит с Порожским сельским поселением, на юге — с Чекуевским сельским поселением, на севере — с Приморским районом, на востоке — с Обозерским городским поселением Плесецкого района. Главные реки поселения — Кодина, Мудьюга, Шомбручей, Рименьга, Пекельница.

## История
Муниципальное образование было образовано в 2006 году.
Первоначально планировалось создать в 2004 году 2 сельских поселения поселения: Кодинское и Мудьюжское.
Указом ПВС РСФСР от 18 июня 1941 года населённый пункт Кодино был отнесён к категории рабочих посёлков, с образованием Кодинского поселкового совета, и передан из Плесецкого района в состав Онежского района. С января 1963 года по январь 1965 года Кодино входило в состав Плесецкого промышленного района, а Мудьюжский сельский Совет входил в состав Плесецкого сельского района.

## Население
| 2006  | 2010  | 2011  | 2012  | 2013  | 2014  | 2015  | 2016  | 2017  |
| ----- | ----- | ----- | ----- | ----- | ----- | ----- | ----- | ----- |
| 3094  | ↘2502 | ↘2484 | ↘2383 | ↘2312 | ↘2235 | ↘2146 | ↘2019 | ↘1935 |
| 2018  | 2019  | 2020  | 2021  | 2023  |       |       |       |       |
| ↘1876 | ↘1834 | ↘1778 | ↘1414 | ↘1332 |       |       |       |       |

## Состав сельского поселения
В состав сельского поселения входит 8 населённых пунктов:
- железнодорожный разъезд Железнодорожный разъезд 315 км;
- посёлок Глазаниха;
- посёлок Кодино;
- железнодорожный разъезд Косторучей;
- посёлок Мудьюга;
- железнодорожный разъезд Рименьга;
- посёлок Сухая Вычера;
- железнодорожный разъезд Тесовка.